# Hemsloh
Hemsloh (dolnoniem. Hemzel) – miejscowość i gmina Niemczech, w kraju związkowym Dolna Saksonia, w powiecie Diepholz, wchodzi w skład gminy zbiorowej Rehden.